# Abacetus corvinus
Abacetus corvinus es una especie de escarabajo terrestre de la subfamilia Pterostichinae.  Fue descrito por Johann Christoph Friedrich Klug en 1833. 